# Hispán
Hispán, Hispano o Hispalo es un personaje mitológico de la Antigüedad, del cual se derivaría el nombre Hispania. Por lo tanto, es el héroe epónimo de Hispania. Es mencionado por vez primera por el historiador galorromano Pompeyo Trogo en sus Historias filípicas (conservadas solo en un resumen posterior, hecho probablemente en el siglo III, por Marco Juniano Justino). Durante la Edad Media este personaje fue conocido también como Espan, contándose de él diferentes leyendas.
La primera filiación genealógica del personaje de Hispán se produce en la Estoria de España mandada componer por Alfonso X el Sabio en el siglo XIII, en la cual se le menciona como sobrino de Hércules que llega con este hasta la península ibérica. Versiones más tardías de la leyenda le presentan como hijo del héroe griego y otras, más tardías aún, como hijo de Hispalo (por ende, nieto de Hércules y bisnieto de Júpiter), legendario fundador de la ciudad de Hispalis, actual Sevilla.

## Interpretación y posibles antecedentes del mito de Hispan
Es probable que el término Hispano sea la latinización del nombre de un antiquísimo dios cananeo llamado Baal Sapanu (B'l Spn, «Señor de Sapanu» o «Señor del Norte»),[cita requerida] cuyo culto fue introducido en la península ibérica por los fenicios durante el I milenio a. C. Las leyendas y mitos de esta divinidad son las que aparecen recogidas en los textos medievales que mencionan a Hispano o Hispan, como, por ejemplo, la Estoria de España del siglo XIII. No obstante, existen diversas interpretaciones sobre la naturaleza precisa del personaje, incluidas las que consideran su leyenda una mera invención de la época medieval.
Cada una de estas interpretaciones se enfrenta a sendos problemas. La filiación cananea de las leyendas medievales sobre Hispan ha de afrontar una cuestión clave: ¿cómo explicar la continuidad de esa tradición literaria a través de varios siglos? (problema heurístico). La consideración del personaje como una invención medieval ha de afrontar un problema diferente: ¿cómo demostrar que las narraciones de la Edad Media no tienen ninguna vinculación con las noticias que habían sido transmitidas por autores latinos, como Pompeyo Trogo, cuya naturaleza exacta desconocemos? (problema hermenéutico).